# Cupira (Brésil)
Cupira est une municipalité brésilienne située dans l'État du Pernambouc.